# Čuja (přítok Leny)
Čuja (rusky Чуя je řeka v Burjatské republice a v Irkutské oblasti v Rusku. Je dlouhá 512 km včetně delší zdrojnice Velká Čuja (rusky Большая Чуя). Délka toku pod názvem Čuja pod soutokem s Malou Čujou činí jen 52 km. Povodí řeky má rozlohu 18 400 km².

## Průběh toku
Pramení na horském hřbetu Synnyr. Protéká Severobajkalskou pahorkatinou. Ústí zprava do Leny.

## Vodní režim
Zdrojem vody jsou převážně dešťové srážky. Průměrný roční průtok vody činí 206 m³/s. Zamrzá v říjnu a rozmrzá v květnu.